# Ficus virens
Ficus virens là một loài thực vật có hoa trong họ Moraceae. Loài này được Aiton mô tả khoa học đầu tiên năm 1789.

## Hình ảnh

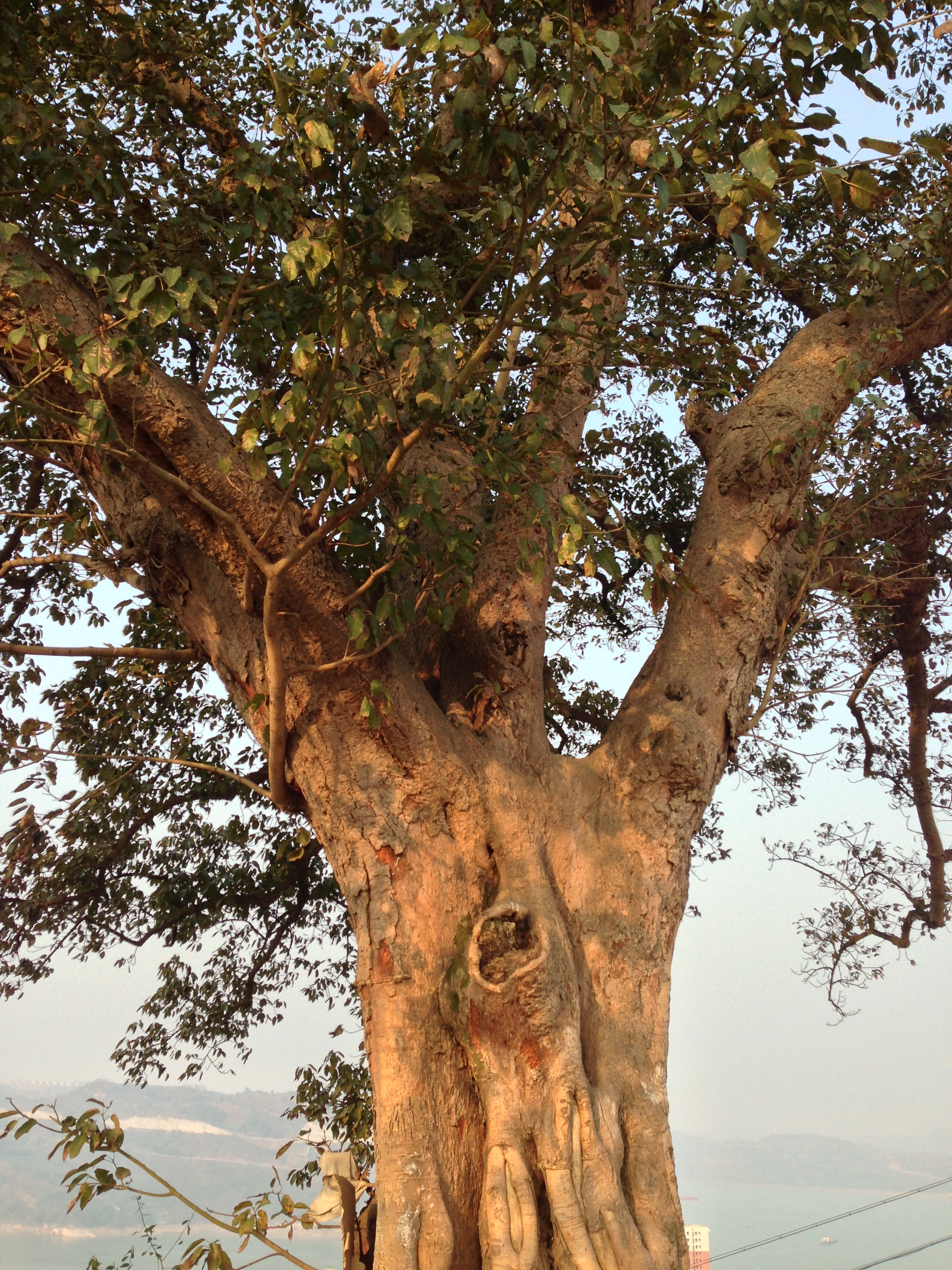
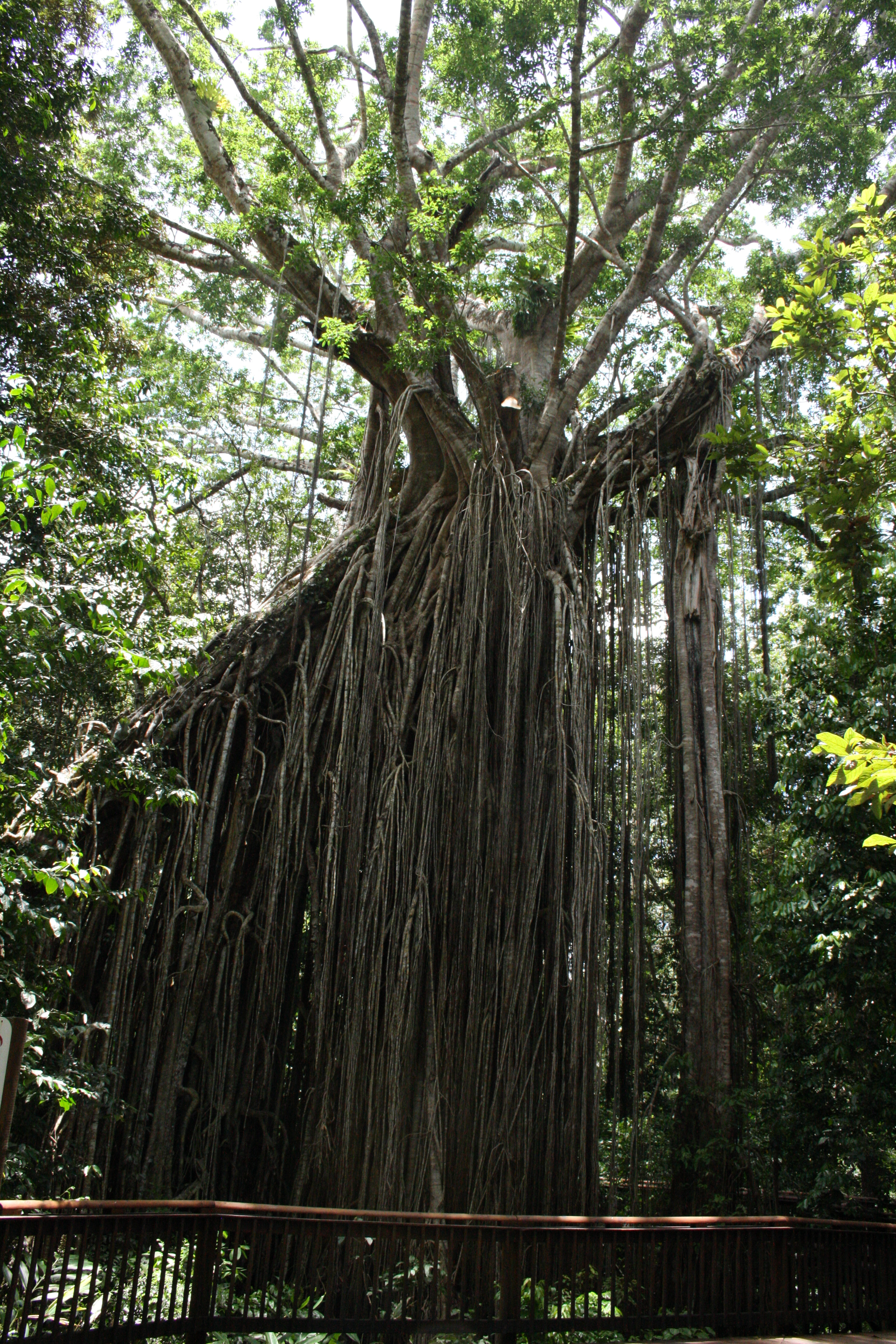
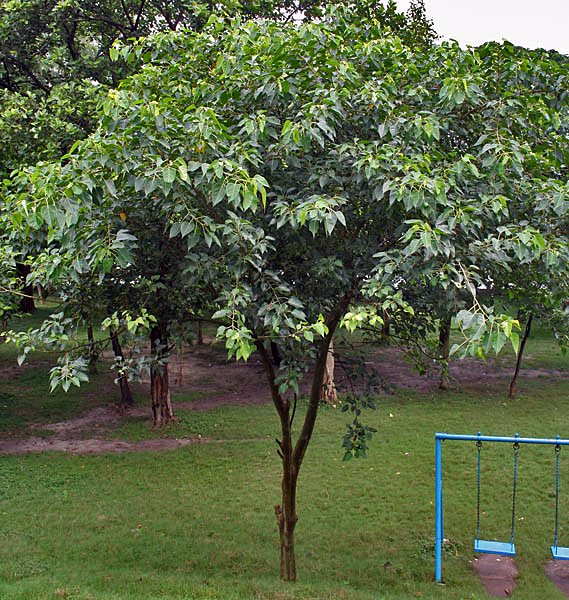
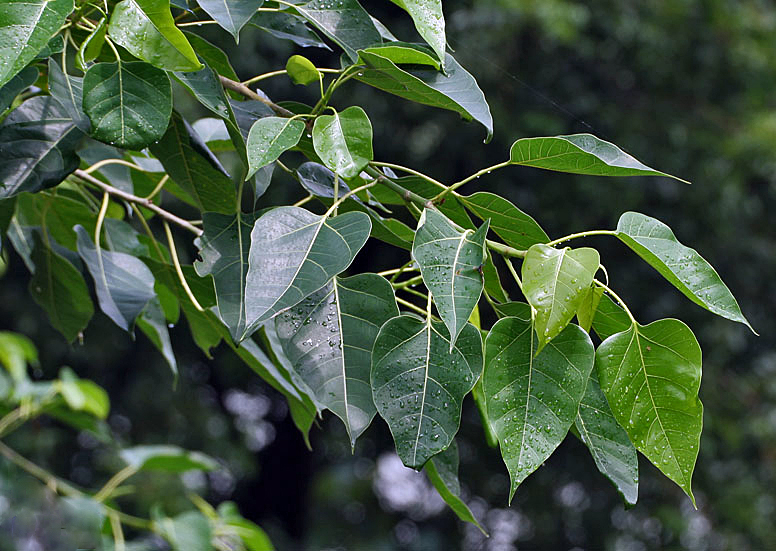